# بابلو غرانوتشي
بابلو ماريانو غرانوتشي لورو (بالإسبانية: Pablo Mariano Granoche Louro) الشهير باسم بابلو غرانوتشي (مواليد 5 سبتمبر 1983 في مونتيفيديو - الأوروغواي) لاعب كرة قدم أوروغواياني يلعب حاليا لصالح نادي الدرجة الأولى كييفو فيرونا الإيطالي منذ 2009 في مركز المهاجم .

## روابط خارجية
- بابلو غرانوتشي على موقع قاعدة بيانات كرة القدم.إي يو (الإنجليزية)
- بابلو غرانوتشي على موقع ناشيونال فوتبول تيمز (الإنجليزية)
- بابلو غرانوتشي على موقع Soccerway.com (الإنجليزية)
- بابلو غرانوتشي على موقع عالم كرة القدم.نت (الإنجليزية)
- بابلو غرانوتشي على موقع كووورة
- بابلو غرانوتشي على موقع AS.com (الإسبانية)